# Vadonia saucia
Маївниця скривалена (Vadonia saucia (Mulsant & Godart, 1855) — вид жуків з родини Скрипунових. Вид раніше вважався підвидом Маївниці двоцяткової (Vadonia bipunctata).

## Поширення
Маївниця скривалена в Україні розповсюджена лише на південному березі Криму, також зустрічається в Румунії та Болгарії.